# スライムもりもりドラゴンクエスト
『スライムもりもりドラゴンクエスト』は、スクウェア・エニックスから発売されているアクションアドベンチャーゲームのシリーズ作品。『ドラゴンクエストシリーズ』の派生作品。

## 概要
同シリーズの人気モンスターであるスライムが主人公となったアクションアドベンチャーゲーム。略称は「スラもり」。
開発は株式会社トーセ。ドラゴンクエストのメインシリーズの主要スタッフである堀井雄二（監修）・鳥山明（モンスターデザイン）・すぎやまこういち（音楽）も関わっている。
自分の体を伸ばしての体当たり攻撃やアイテム、仲間のスライムを頭の上にのせるアクションが特徴。
敵キャラクターはドラゴンクエストシリーズで登場したモンスターだが、このシリーズでは「しっぽ団」と呼ばれ、全ての敵キャラクターに「ももんじゃ」の尻尾がついている。尻尾の本数はそのモンスターのしっぽ団内での階級を示し、本数が多いほど位が高い。学説によると看護師の帽子の線の数を真似したものだとも言われる。
本シリーズを原作とするかねこ統の漫画化作品については『スライムもりもり』を参照。

## シリーズ一覧

### スライムもりもりドラゴンクエスト 衝撃のしっぽ団
シリーズ第1作であり、ゲームボーイアドバンス用ゲームソフトとして発売された。後に廉価版「アルティメットヒッツ」も発売されている。主人公のスライムが謎の敵「しっぽ団」にさらわれた仲間たちを助け出すために旅立つ。本作の各ステージには制限時間が設けられているため、残り数秒になるとカウントダウンが始まり、0になるとタイムオーバーになってしまう（この際には絶対無敵の赤しっぽ団のキメラが襲来して主人公を叩きのめし、デッドペッカーが引く牢屋付きの馬車に監禁してどこかへ連れ去ってしまう）。時の砂を持っていれば時間切れになっても1度だけ朝に戻れる。
本編とは別に「まもの堂」（元しっぽ団のシドもじゃが店を開設した）で出される依頼を、必要資材や魔物を集めてクリアしていくことで新しい建造物が建ち、街が発展していく。
また、ミニゲームとして「ドキドキツボくらっしゅ（3段階）」「スッカー」「テキや」「なみのり小ゼニトール」の4種類が用意されている。
なお、旧エニックスとスクウェアとの合併記念（2003年4月合併）のコラボレーションとして、ファイナルファンタジーシリーズのシドがモンスター「ももんじゃ」の1匹「シドもじゃ」として登場する。また、「サボテンボール」がトロッコなどに轢かれて潰れると「サボテンダー」になる。

#### 1のストーリー
スラバッカ島のスーランの町で、主人公、スラみ、ドラお、ミイホンが仲良く遊んでいた。家から持ち出したへんげのつえを誰が使うかを勝負で決めたところ、主人公が使うことに。しかし、両親にバレてしまい、罰として一日中元の姿に戻れなくなってしまう。その夜、しっぽ団の襲撃によって町は壊され、仲間のスライム達がさらわれてしまった。ももんじゃに変身していたためスライムと認識されず、一人さらわれなかった主人公は、さらわれた仲間達を助け出すため、ノッケの森に行き、しっぽ団の四天王のひとり・ゴレムスを倒す。ほかにも仲間が捕まっていることを知った主人公は、ウルオッター川でっぽ団の元構成員シドもじゃのを迎え入れ、ドラハルトJr.と対決する。
主人公はニコミスキー鉱山でバンパイアのバットンを倒した後、三つの石版の存在を知る。そのうちの一つを求め、一行は再びノッケの森へ行ったところ、ゴレムスの恋人・ゴレみが待ち受けていた。復讐心に燃えるゴレみを返り討ちにした後、一行は二つ目の石版を求めてカラカラ水源へ行く。そこにはロードンが待ち受けており、彼と因縁のあったドラハルトJr.の協力を得て撃破する。
メラゾマ火山でヒエール&モエールを倒して最後の石版を得た一行は、スーランの町の地下に納めてスライムのしっぽという遺跡を呼び出す。しっぽ団のギガおの妨害を受けながらも、主人公たちはついにボスはしっぽ団のボス、ドン・モジャールと対峙する。

### スライムもりもりドラゴンクエスト2 大戦車としっぽ団
シリーズ第2作であり、ニンテンドーDS用ゲームソフトとして発売された。サブタイトルの「大戦車」と「しっぽ団」のローマ字表記の頭文字はそれぞれD（Daisensha）とS（Shippodan）になり、これをニンテンドーDSの「DS」とをかけており、タイトルロゴにも薄く「DS」の文字が書かれている。後に廉価版「アルティメットヒッツ」も発売された。北米版のタイトルは「Dragon Quest Heroes: Rocket Slime」。
しっぽ団により連れ去られて宝箱に閉じ込められたスライムたちを、主人公のスライムが助けるために旅立つ。スライムたちを救出すれば、荒廃させられた町が復活していく。
今作ではステージの途中で、前作では登場しなかった巨大な戦車のようなメカ「勇車」と、しっぽ団の「大戦車」との戦闘（勇車バトル）が勃発する。この戦闘では、ニンテンドーDSの2画面を活用し、上の画面には戦車の様子が、下の画面には主人公のスライムが戦車の内部を動き回るアクションが表示される。『ドラゴンクエストVIII 空と海と大地と呪われし姫君』で登場した錬金システムも盛り込まれている。
ニンテンドーDS本体のGBAスロットに前作のロムカセットを挿し込むことにより、秘密の戦車を入手することもできる。
また、無線通信を使用することにより、戦車を使った対戦もできる（最大2人対2人）。対戦モードでは、ストーリーモードの進度に応じて、使うことのできる戦車が増えていくようになっている。

#### 2のストーリー
スーラン王国に住む主人公、ミイホン、スラみ、ドラおはある時、王宮から「勇車の笛」を勝手に持ち出す。おうさまにバレないように主人公は笛を口の中に隠したが、その時、勇車の笛を狙うしっぽ団の襲撃により、町を破壊され、仲間達もさらわれてしまう。主人公だけは笛を口の中に入れて細長く変形していたためしっぽ団にスライムと見なされず、ノッケの林道に捨てられ難を逃れる。とはいえ、しっぽ団は巨大な戦車を所有しており、今のままでは勝ち目がなかった。そこで主人公はサラスナ古墳に眠る勇車「スラリンガル」を目覚めさせ、さらわれた仲間達を救うため、しっぽ団との戦いに挑む。

#### 勇車バトル
本作のメインとなる戦車同士の戦い。戦車内の滑り台から出るアイテムを2本の大砲で撃ち、敵戦車を攻撃する。撃つ方向はまっすぐと山なりの2つがあり、互いの弾がぶつかると弾が消えるため、戦車に当たるよう上下に撃ち分ける必要がある。また敵戦車の内部に直接乗り込み、発射の妨害を行うことも可能。最大3匹まで仲間を乗せることができ、決められた作戦に従い行動する。車のHPが0になると、奥の扉が壊れ、その先にあるエンジンを破壊すると勝利。逆に主人公の戦車のエンジンが壊されると負けになる。

#### 2のステージ
ノッケの林道
最初のステージ。助けた仲間達からゲームの進め方を教わる。後にアニキとブッカが移動できる範囲を広める。ボスはモクじい。
サラスナ古墳
勇車スラリンガルが眠る遺跡。大砲を利用し、障害物を破壊しながら進む。ボスは存在しない。
レンキン山
レンキンさまが眠る山。ロープの反動で崖を飛び越えながら進んでいく。スライバと初めて出会い、戦うことになる。後半は洞窟の中を探索する。ボスはデンべえ。
ウッソーの森
スラみが捕らわれている森。とても狭いが、特もり戦隊との勇車バトルに勝たないと先に進めない。
キリタッタ崖
とてつもなく高い崖。崖の中の洞窟を経由して上へ上へと登っていく。頂上からはロープを一気に下り、ボスの待つ洞窟へと進む。ボスはジャーク。
大魔王発掘現場
大魔王の封印を解く物をしっぽ団が発掘している場所。マップは広く複雑で、謎解きをしないと進めない。ボスはベロバーラ。
空中要塞デスモージャ
しっぽ団の本拠地である巨大な浮遊要塞。道のりが長いうえ、敵も強く強力な大戦車が待ち構える正真正銘の最終ステージ。スラもり3ではある特定の弾で召喚でき、敵船に大ダメージを与える。ボスはドン・モジャールとの2連戦、そして大魔王オン・ゾ・エーグ。

### スライムもりもりドラゴンクエスト3 大海賊としっぽ団
シリーズ第3作であり、ニンテンドー3DS用ソフトとして発売された。
しっぽ団に奪われたスーラン王国の宝物「にじのオーブ」を取り返すために世界各地を旅立つ。1や2とは異なり、今作では唯一スライム100匹救出が目的ではなくなった。また、フィールドマップが存在しており、マップ上にある港を船で移動する。マップはストーリーが進むごとにいける範囲が広がっていく。
海上にはしっぽ団の海賊船が存在しぶつかると船バトルが発生する。船バトルのシステムは『2』の勇車バトルに近い。

#### 3のストーリー
スーラン王国に住む主人公と、友人のスラみ、ミイホン、ドラおは船に乗って近くの海を航海していた。航海から戻ると、しっぽ団によって王国を襲撃され、国の宝である「にじのオーブ」が全て奪われてしまう。しっぽ団のボス、ドン・モジャールはオーブを世界にばらまき、各地域に混乱を招く。主人公達は仲間と共にオーブを取り戻すため、大海原へと船を漕ぎ出した。

#### 船バトル
本作のメインとなる船同士の戦い。基本的なルールは前作の勇車バトルと同じだが、船のパーツを変更して船の構造や能力を変更できる。また、海上で戦う都合上、船のHPが0になった時に結ばれるロープや大砲を使わないと敵船に進入しづらくなったほか、扉が壊れてその先にあるエンジンを破壊すれば勝利。逆に主人公の船のエンジンが壊されるとゲームオーバーになる。敵船には通常の敵の強化版である二本兵が複数乗っている場合があり、プレイヤーの船が大破すると全ての二本兵が船に乗り込んでくるなど、前作よりも難易度が上がっている。

#### 3のステージ
スーランのうらやま
スーラン王国の裏山。至る所に丸太が落ちている。敵はおらず、ドラおから操作方法などを教わるいわばチュートリアルステージ。
イチメンさばく
スーラン王国の東に位置する砂漠。最初のステージとだけあって敵は弱く、大砲に乗って崖を越えながら進む。
ボスはスフィンクス。手で叩きつけたり、地面から手を突き出して攻撃する。
フナデルのやしき
イチメンさばくの北に位置する屋敷。元々はシドもじゃが住んでいたが、屋敷に飛んできたオーブを求めるしっぽ団に追い出された。ベルトコンベアや像を乗せて押すスイッチなどの仕掛けが存在。
ボスはかいが。巨大なももんじゃの絵で、長い腕を叩きつけたり、挟みこんだりする。
ナン・ダ・ベーいせき
南西の密林の中に存在する遺跡。川には物を運べるイカダが流れている。至るところにツタが生えており、スライムナイトで斬らないと先に進めない。
ボスはちじょうえ。鳥の姿をしており、高速で滑空しながら攻撃してくる。
スーラシアこうざん
スーラシア王国の北にある鉱山。迷路のように複雑で、砲弾で壊せる大岩が道を塞ぐ。
ボスはあらぶるガイコツ。ティラノサウルスのような化石で、噛み付きや骨を飛ばす。HPが減ると姿を変え、突進するようになる。
シヴァレルゆきやま
北にある雪山。坂を滑り降りて高速回転したり、氷を溶かしたり、激流を凍らせながら進んでいく。
ボスはマトリョーシカ。攻撃を当てると小さくなっていき、色が赤い時に攻撃しないとダメージが通らない。しかし、大量のダミーを放ったり、口からロケットを吐き出してそれを妨害してくる。地面に潜ると大きさが元に戻り、また最初から攻撃し直さなければならない。
ガンバレーこうや
西に位置する西部劇を思わせる荒野。ももんじゃの銃撃や羽根を飛ばすメタッピーなど、敵の攻撃が激しい。後半はゴーレムに乗り、障害物を壊しながら進んでいく。
ボスはめがみさま。巨大な自由の女神。松明を振り回し、時限爆弾を投げる。スライムガンマンでないと攻撃が当たらない。
モジャパンじょう
東に位置するしっぽ団の本拠地。和風の城。床にトゲが生えていたり、ももんじゃが隠れる畳や落とし穴などの仕掛けが存在。
ボスはドン・モジャール。オーブの力で巨大化し、激しい攻撃を見せる。2連戦の後は火山を巨大な船に変化させ、船バトルで戦うこととなる。一定回数船を攻撃されると噴火を起こし、大ダメージを与える。

## 登場キャラクター

### スライムたち
スラリン
本作の主人公。スライムであり、「スラ・ストライク」を使うことができる。第1作では冒頭でミイホンと決闘の末、「へんげのつえ」で遊ぶ権利を得て、ももんじゃの姿になっていたため一人連れ去られずに済んだ。『2』では仲間と王様から「勇車の笛」を盗み、それを口の中に入れて変形していたお陰でさらわれずに済んだ。『3』ではスーラン王国の王子である。漫画版ではかなり天然ボケな性格である。
ミイホン
主人公の友人の一人。首に赤いスカーフを巻いたホイミスライム。主人公にライバル意識を燃やしており、『1』のクリア後は裏ボスとして戦うこともできるが、スラリンとは篤い友情で結ばれている。『2』の勇車バトルでは自ら弾となって敵戦車に攻撃したり、敵戦車に乗り込んで大暴れする。『3』では次にどこへ向かえばいいかを教えてくれるアドバイザーとなっており、船バトルでは回復能力を持つ。漫画版ではドン・モジャールに洗脳されて町を破壊してしまう。
ドラお
主人公の友人の一人。シドもじゃのそれと酷似したゴーグルをつけたドラゴスライムであり、唯一空を飛ぶことができる。家族は存在しない。最初に救助することになる。語尾に「…っス」とつける口癖がある。『2』の勇車バトルでは上下に弾を撃ち分けることができる。『3』では「こうえき」という『ドラゴンクエストVIII 空と海と大地と呪われし姫君』で登場した錬金のようなシステムを行っている。
スラみ
主人公の妹。白いリボンをつけたスライムベス。小柄ではあるが、スラゾーなどのキングスライムにも負けないほどの大食いである。第1作において、順調に進めば最後から2番目に救助する（この際は自ら救出する）ことになるスライム。『1』のエンディングの直前に一度だけ泣いてしまったシーンも見られた。『2』の勇車バトルでは弾を運んだり、主人公と行動を共にしたりする。または敵と遭遇した時、大口で攻撃するという妹らしい大きな活躍を見せる。『3』ではデータのセーブを担当したり、船バトルでの弾を入れて攻撃をしたりする。
スラゾー
主人公の友人のひとりであるキングスライム。口癖は「オイラ」「…だゾー」。『2』では勇車バトルに参戦、弾を3つ運べる唯一の仲間である。なお、『1』のエンディングでは、八匹のスライムに分裂する姿を確認できる。
しんぷ
町の神父。僧侶の帽子を被ったホイミスライムで、『1』ではデータのセーブを担当。従って、彼を助けないとセーブできない。『2』ではしすたーにセーブの役目を譲るものの、世界樹のお世話や勇車バトルで仲間を回復する。
グランじいさん
町の長老で、昔のことに詳しいグランスライム。早くからスラリンに協力し助ける。
パパ
主人公とスラみの父親。黒い帽子と髭が特徴。主人公にスーパースラ・ストライクを伝授するが、腰を痛めてしまう。『2』では名前が「ぱぱ」となり、『ドラゴンクエストIV 導かれし者たち』に登場するライアンに似た容姿になっている。
ママ
主人公とスラみの母親。袋型の髪留めとピンク色で大きな身体が特徴。『2』では名前が「まま」となり、とんがり帽子を被った魔法使いになっている。
ミイホンパパ
ミイホンの父親。メガネをかけ、ネクタイのついた紐を巻いたホイミスライム
ミイホンママ
ミイホンの母親。マフラーを巻いたホイミスライム。
スラまる
すっとび調査団の一員。他の2人同様、忍者の格好をしたメタルスライムで、しっぽ団の情報を主人公に教えてくれる。
スラかげ
すっとび調査団の一員。『2』では目を閉じており、一人称が「それがし」になっている。とにかく足が速い。
トミー
すっとび調査団の一員。目は青く、英語混じりの公家口調で話す。
オババ
『1』のみに登場。スライムつむりの老婆で、ほこらを開く呪文を知っている唯一の人物。若い頃は美人だったとか。彼女の唱える呪文は『ドラゴンクエストVII エデンの戦士たち』の登場人物の名前が使われている。
スライバ
『2』・『3』に登場。黒い兜を被った紺色のスライム。強者との戦いを常に求めており、『2』ではしっぽ団の一員として戦車「エリスグール」に乗り、主人公に何度も勝負を仕掛けてくる。『3』ではしっぽ団とは別の海賊として登場。彼の乗る船から「黒竜」の異名を持つ。しかし、『2』の最終決戦では主人公と共闘する。『3』でも同様だが、ある条件を満たすと他の船バトルでも戦ってくれる。
ペココひめ
『2』に登場。スーラン王国の姫君で、おうさまとおうひの娘。かなりの大食いで、しっぽ団にさらわれてもなお、食料を食い尽くす。ドン・モジャールを「ポンさま」と呼ぶ。
ヤンス
『3』に登場。頭にターバンを巻き、眼鏡をかけたドラゴスライム。語尾に「～でヤンス」とつける。港では設計図をもとに船パーツを販売。フィールドでは世界各地のテントや船でアイテムを販売する。
ライムひめ
『3』に登場。主人公の従姉妹。スーラシア王国の心優しい姫君で、背中に翼を生やし、雲に乗っている。ある条件を満たすと船バトルで一緒に戦ってくれる。

### しっぽ団
ドン・モジャール
しっぽ団のボス。眼帯と山高帽、7本（ゲーム中では6本）の尻尾が特徴のももんじゃ。アイドル「モモちゃん」のファンで、彼女のために第1作ではスーランの町、『2』・『3』ではスーラン王国を襲撃し、『1』・『2』では主人公を除く全てのスライムをスラ箱に閉じ込め、監禁する。『3』では海賊のような風貌になり、スーラン王国の宝物「にじのオーブ」を盗み、世界各地にあるモニュメントに命を与えてしまう。
アニキ、ブッカ
ドン・モジャールの部下。アニキは尻尾を2本持つ二本兵でブッカは一本兵。ゲーム中に出てくる仕掛けの紹介をする度に登場する。アニキの方が階級的には上なものの、実際はブッカの方がしっかりものである。
シドもじゃ
しっぽ団のメカニックだったが、ウルオッター川で不祥事を起こしクビになった。その後、主人公によって町に迎えられ、「まもの堂」を作る。もちゃことは恋人関係に発展する。『2』・『3』では勇車に乗せる弾や仲間の編成を行う。『3』ではフナデル出身で、船のカスタマイズや強化をしたり、通信機能ができる昔の友人を連れてくる。

### 1で初登場した敵キャラクター
ももんじゃ
しっぽ団の構成員の多数を占める。しっぽを回転させて攻撃する。『1』のエンディングでは、ドン・モジャールに厳しく叱られ、しょんぼりしながら船の中に入るシーンも見られる。
ドラキー
空を飛べるが、しっぽが重くてあまり高くは飛べない。噛み付いて攻撃するが、HPが一番低い。
いっかくうさぎ
頭の角を突き出して体当たりする。
たこつぼこぞう
水辺に生息。主人公が近づくと姿を現し、パチンコで遠距離攻撃をする。
ガメゴン
甲羅にこもって突撃する。通常のスラ・ストライクが効かない。
ピクシー
近くにある物を抱えて投げつける。
おおきづち
普段はハンマーで攻撃するが、一度攻撃されるとハンマーを失い、泣きながらだだっ子パンチで突撃してくる。
くさったしたい
ツメを振り下ろして攻撃し、倒しても土の中からすぐ現れる。炎に弱い。
フレイム
前方に炎を吐く。溶岩の上を普通に歩くが、続編では水に落ちると即死する。
ひとつめピエロ
瞬間移動しながら火の玉を飛ばす。
さまようよろい
前方からの攻撃を盾で防ぎつつ、剣で戦う。一度攻撃されると盾を失われる。
マドハンド
普段は地面に潜っているが、主人公が触れると握り潰そうとする。
マミー
弾を吐き出す砲台を作り出す。
うごくせきぞう
普通の攻撃は効かない。続編では踏み潰しで攻撃する。
キメラ
ピロに呼ばれ、集団で主人公を襲撃する。空中庭園ミオ・ロシタルでは一度攻撃されると羽毛が抜け落ちて飛べなくなる。また、タイムオーバー時は絶対無敵の赤しっぽ団が襲来して主人公を叩きのめす場面も見られるようになる。

### 1のボスキャラクター
ギガお
ギガンテス。あらゆる攻撃が効かない。オープニングでミイホンをさらう。『2』には彼をモチーフとした戦車が登場。
ゴレムス
しっぽ団四天王の一匹であるゴーレム。左右に動き、パンチで攻撃する。実際は中でももんじゃが操縦している。『1』では倒すと爆発と同時にももんじゃが勢いよくロケットのように飛び出すシーンも見られ、墜落と共にすっかり真っ黒けになって消えていく。なお、『2』・『3』ではゴーレムは雑魚敵として登場し、一定以上ダメージを与えると中からももんじゃが飛び出し、代わりに主人公が乗って操作できる。
ドラハルトJr.
四天王の2匹目であるドラゴンキッズ。普段は火を吐くが、本気になると水を飲み、巨大化して主人公を押し潰す。
ロードン戦では主人公に協力する。
バットン
四天王の3匹目であるバンパイア。熱いのが苦手だが、溶岩の流れるニコミスキー鉱山に閉じ込められている。3方向に衝撃波を飛ばしたり、噛み付いて攻撃してくる。溶岩に投げつけるとコウモリに分離する。
モチャこ
ピンク色のももんじゃ。ゴレみの親友で、ゴレみを泣かせた主人公を恨んでいた。爆弾岩を大量に使って攻撃してくる。初めて会ったときは仲間にできないが、2回目以降は町に連れて帰り、シドもじゃの店にいる。
ゴレみ
ゴレムスに想いを寄せていたストーンマン。ゴレムスの仇を討つため、主人公に襲いかかる。飛びながら左右を移動し、指から石つぶてを発射する。その後は主人公に思いを寄せる。
ロードン
年老いたガメゴンロード。ドラゴン族と対立している。硬い甲羅で主人公の攻撃を受け付けないが、ひっくり返せば攻撃できる。ある程度ダメージを受けると、地面に水を張って地面に潜れなくする。なぜかドラハルトJr.とは仲が悪いらしく、それでドラハルトJr.と協力し合って対峙することになる。
ヒエール、モエール
四天王最後の将。初登場時は黒いローブを身に纏っているが、その正体は炎の戦士のモエールとブリザードマンのヒエール。2人で攻めてくるが、仲が悪く同士討ちをすることもしばしば。片方の攻撃を利用しないと満足にダメージを与えられない。
ピロ
ムーンの部下であるベビーマジシャン。ラッパを吹いてキメラたちを操る。
ムーン
赤しっぽのボスを務めるスターキメラ。突風を起こしたり、ピロ同様キメラを操って攻撃。狭い足場の上で戦うことになり、足を踏み外すとミオ・ロシタルの入口まで戻される。デスピサロと戦ったことがあるらしい。

### 2で初登場した敵キャラクター
いたずらもぐら
普段は地面に潜っており、集団で一斉にスコップで攻撃する。地上では居眠りする。
ゴースト
夜にしか登場しない。普段は姿を隠しており、奇襲をしかける。
サボテンボール
針を伸ばして攻撃する。特定のステージでは砂に埋まっている。
プリズニャン
爪で攻撃するが、ねこじゃらしが近くにあるとじゃれて何もしなくなる。
ベビーサタン
フォークにパワーを込めてしばらく走りまわった後、転んで大爆発を起こす。
ミミック
宝箱に化けており、近づくと噛み付いてくる。
おどるほうせき
滅多に登場せず、すばやい動きで逃げまわるが、攻撃する度に大金を落とし、倒すとレアアイテムを落とす。
キラーマシン
剣とレーザーで攻撃する。一度ダメージを受けると暴走する。

### 2のボスキャラクター
モクじい
じんめんじゅ。長い両腕で攻撃してくる。起こしてしまったため襲い掛かってくる。
デンべえ
三大しっぽ兵の一人であるデンデン竜。レンキン山に眠るレンキン様を奪いにきた。レンキン様から色んなアイテムを出して攻撃する。
ジャーク
三大しっぽ兵の一人であるじごくのもんばん。鎌を使って攻撃する。
ベロバーラ
三大しっぽ兵の一人である巨大なローズバトラー。舌に触れた物を飲み込んだり、触手を振り回したりして攻撃してくる。
オン・ゾ・エーグ
魔王の笛を吹くと現れる大魔王。レンガで出来た巨大な赤い竜の姿をしており、主人公とスライバは互いの戦車を錬金した「ゴッド・スラリンガル」に乗って戦う。ドン・モジャールを操り、周りに爆発を起こしたり、直線状を爆破してくる。また、HPが減ると全ての弾を跳ね返し、大ダメージを与えるビームを放つ。

### 3で初登場した敵キャラクター
ウパパロン
剣を振り回して突撃する。
サンドシャーク
砂の中を泳ぎ、飛び上がって攻撃する。
あやしいかげ
他のモンスターに化けて攻撃する。
スキッパー
キックで攻撃するほか、近くの物を蹴飛ばしてくる。
スカルガルー
持っているドクロを投げつける。
ズッキーニャ
槍で攻撃する。
いわとびあくま
往復ビンタで攻撃する。
デビルスノー
高速で走り回る。HPが高い。
ドロザラー
口から泥を吐き出して攻撃する。
ドロル
地面にしばらく残る毒液を吐く。
モーモン
怖い顔で噛み付く。
かまっち
飛び跳ねながら移動し、大きな鎌を振り回す。
メタッピー
回転しながら羽根を飛ばす。回転中は直接攻撃が効かない。
ポンポコだぬき
アイテムに化けており、近づくと正体を明かして襲いかかる。

### 3のボスキャラクター
スフィンクス
のろいのかいが
ちじょうえ
あらぶるガイコツ
マトリョーシカ
めがみさま

## 攻略本
- スライムもりもりドラゴンクエスト
- Vジャンプブックスゲームシリーズ スライムもりもりドラゴンクエスト 衝撃のしっぽ団（ISBN 4-08-779266-8）
- SE-MOOK スライムもりもりドラゴンクエスト 衝撃のしっぽ団 公式ガイドブック（ISBN 4-7575-1091-8）
- スライムもりもりドラゴンクエスト2
- Vジャンプブックスゲームシリーズ スライムもりもりドラゴンクエスト2 大戦車としっぽ団 勇車バトル勝ちぬきガイド（ISBN 4-08-779345-1）
- SE-MOOK スライムもりもりドラゴンクエスト2 大戦車としっぽ団 公式ガイドブック（ISBN 4-7575-1602-9）
- スライムもりもりドラゴンクエスト3
- SE-MOOK スライムもりもりドラゴンクエスト3 大海賊としっぽ団 公式ガイドブック（ISBN 978-4-7575-3430-8）